# 世界真光文明教団
世界真光文明教団（せかいまひかりぶんめいきょうだん）は、静岡県伊豆市に本部を置く新宗教。指導者は関口勝利。
手をかざして災厄を祓うとする「真光の業」と、「神理正法」という教えを軸に活動している。日本を中心に、台湾、アメリカ、メキシコ、アフリカを含め世界各地に道場がある。

## 歴史

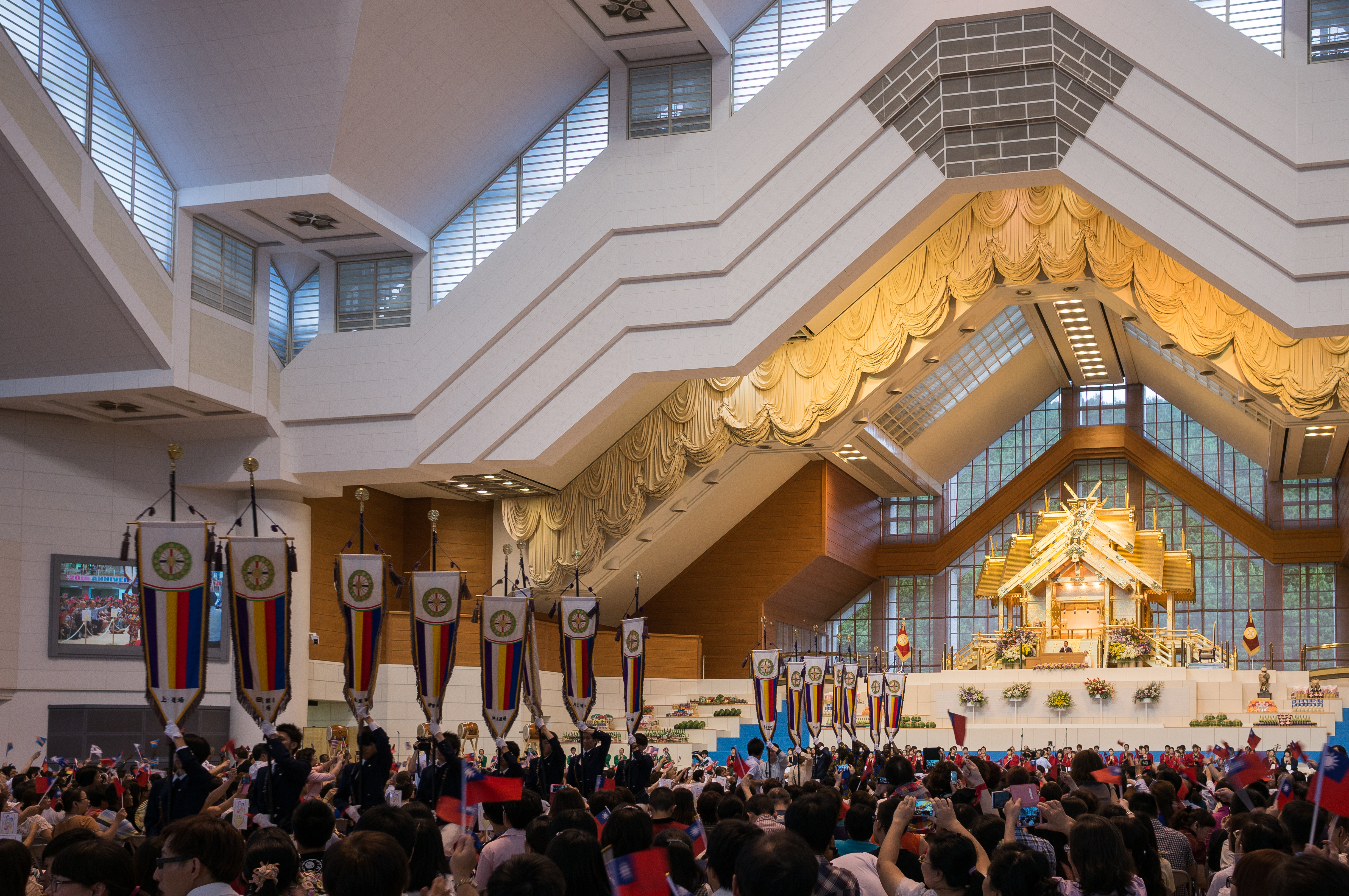
主晃一大神宮のインテリア

陸軍の元軍人で実業家であった岡田光玉が、1959年（昭和34年）58歳の時に5日間高熱に浮かされ、2月27日に神の啓示を受けたという。「主の神」から「魁のメシア」という役目を与えられた岡田は、実業家の仕事を続けながら「L・H陽光子乃友」を立教し、宗教活動も行った。1963年（昭和38年）に教団名を「世界真光文明教団」に改めた。
初代教祖（教え主）の岡田は一時手かざし（浄霊）を行う世界救世教の有力信徒であり、手かざしを含め、二つの教団の教理、儀礼には共通点が多いと指摘されている。ただし、教会ごと脱退したわけではないので分派とはされていない。真光は次第に信者を増やしたが、宗教学者の島田裕巳は「その教えがシンプルで、教義や戒律をほとんど問題にしないことが広く受け入れられた原因だった」と評している。
1974年（昭和49年）6月23日に岡田光玉は73歳で急逝し、後継者をめぐって養女の岡田恵珠派と幹部信者の一人だった関口榮派に分裂、裁判（俗に言う真光裁判）となり関口榮側が勝訴。これを受けて、1982年（昭和57年）に岡田派は崇教真光として別々の道を歩むこととなる。信者の約1/4が関口を二代教え主とする世界真光文明教団を信奉し、約3/4が恵珠を教え主とする崇教真光を信奉し分裂。世界真光文明教団と崇教真光の基本教義・儀礼に大きな差はない とされるも、岡田光玉が最後に受けた重大御神示に対する理解や世界総本山建立方針（場所やデザイン）の違いは大きい。現在、世界真光文明教団は関口榮の息子の関口勝利が三代目を継承している。
1987年（昭和62年）8月23日には、静岡県伊豆市に本山である主晃一大神宮(スノヒカリヒイオオカムノミヤ)を建立、主晃一大神宮の屋根は黄金発色のチタンで葺かれている。
1989年（平成元年）には幹部を養成する崇教実践陽光大学（現:陽光大学）を開校している。
1996年（平成8年）に設立された株式会社ミロクリゾートは教団関連企業として注目される。
2009年（平成21年）8月2日には立教50周年大祭が行われた。

## 沿革
- 1901年（明治34年）2月27日　　岡田光玉（本名良一）が東京都青山に生まれる。
- 1922年（大正11年）　　　　　　陸軍士官学校を卒業、近衛兵第一連隊に配属される。
- 1941年（昭和16年）　　　　　　ベトナム戦でカリエスを再発、余命3年の宣告を受ける。
- 1945年（昭和20年）　　　　　　経営していた会社工場が空襲で全焼し莫大な借金を負う。
- 1959年（昭和34年）2月27日　　立教に関する神示が下りる。
- 1959年（昭和34年）6月11日　　第一回真光研修会を大森天祖神社で開催
- 1959年（昭和34年）8月28日　　「LH陽光子友乃会」を設立。
- 1959年（昭和34年）　　　　　　関口榮が入会
- 1962年（昭和37年）1月1日　　　火の洗礼期に突入
- 1962年（昭和37年）2月4日　　　羽根木元み魂座完成
- 1962年（昭和37年）　　　　　　世界真光文明教団設立
- 1963年（昭和38年）11月19日　 宗教法人登記
- 1967年（昭和42年）3月4日　　　田園調布仮神殿地鎮祭
- 1969年（昭和44年）8月24日　　 立教10周年大祭。世界本山建立を発表。関口榮が世界本山造営委員長に就任。
- 1969年（昭和44年）　　　　　　御聖言発刊
- 1970年（昭和45年）5月1日　　 訓練部設立
- 1971年（昭和46年）3月　　　　 真光青年隊全国統一結成
- 1973年（昭和48年）9月 　　　　ヨーロッパ巡光
- 1974年（昭和49年）6月16日　　北関東方面合同周年祭（高崎）、岡田光玉最後の教示
- 1974年（昭和49年）6月23日　　初代教え主様逝去
- 1975年（昭和50年）1月11日　　関口榮に神示が下りる。神名「聖峰」を発表
- 1982年（昭和57年）2月10日　　伊豆天城（丸野山）に主座建設を発表
- 1982年（昭和57年）4月2日　　 ミロク神殿地鎮祭
- 1987年（昭和62年）7月14日　　奥宮上棟祭
- 1987年（昭和62年）8月23日　　伊豆市冷川主座世界総本山を建立
- 1989年（平成元年）4月2日　　　崇教実践陽光大学発足
- 1992年（平成4年）10月　　　　崇教実践陽光大学台湾分校発足
- 1993年（平成5年）2月　　　　　陽光文明研究会発足
- 1993年（平成5年）12月　　　　学校法人陽光学園設立
- 1994年（平成6年）1月3日　　　三代教え主を関口勝利氏に指名し、二代教え主様逝去
- 1994年（平成6年）1月6日　　　関口勝利に神示が下りる。神名「聖翔」を発表
- 1994年（平成6年）3月25日　　 上野元み魂座竣工
- 1994年（平成6年）4月3日　　　先祖頌徳碑建立
- 1994年（平成6年）4月25日　　 中伊豆医院竣工
- 1996年（平成8年）6月 　　　　株式会社ミロクリゾート設立
- 1996年（平成8年）9月　　　　 陽光美術館設立（佐賀県）
- 1997年（平成9年）7月24日　　 陽光会館竣工
- 1997年（平成9年）9月10日　　 観音山神殿竣工遷座祭
- 2000年（平成12年）5月5日　　 スピリチュアルボランティア発足
- 2000年（平成12年）5月13日　　富士コンピュータ専門学校竣工
- 2000年（平成12年）6月4日　　 霊園を開発
- 2007年（平成19年）3月30日　　教団大ミソギを顧みる会開催
- 2009年（平成21年）6月6日　　 錬成館竣工
- 2011年（平成23年）11月 　　アメリカ主座完成
- 2023年（令和5年）4月25日　　 台湾主座完成
- 2023年（令和5年）7月16日　　 元宮・元晃大国魂宮完成（北海道川上郡弟子屈町）

## 教義

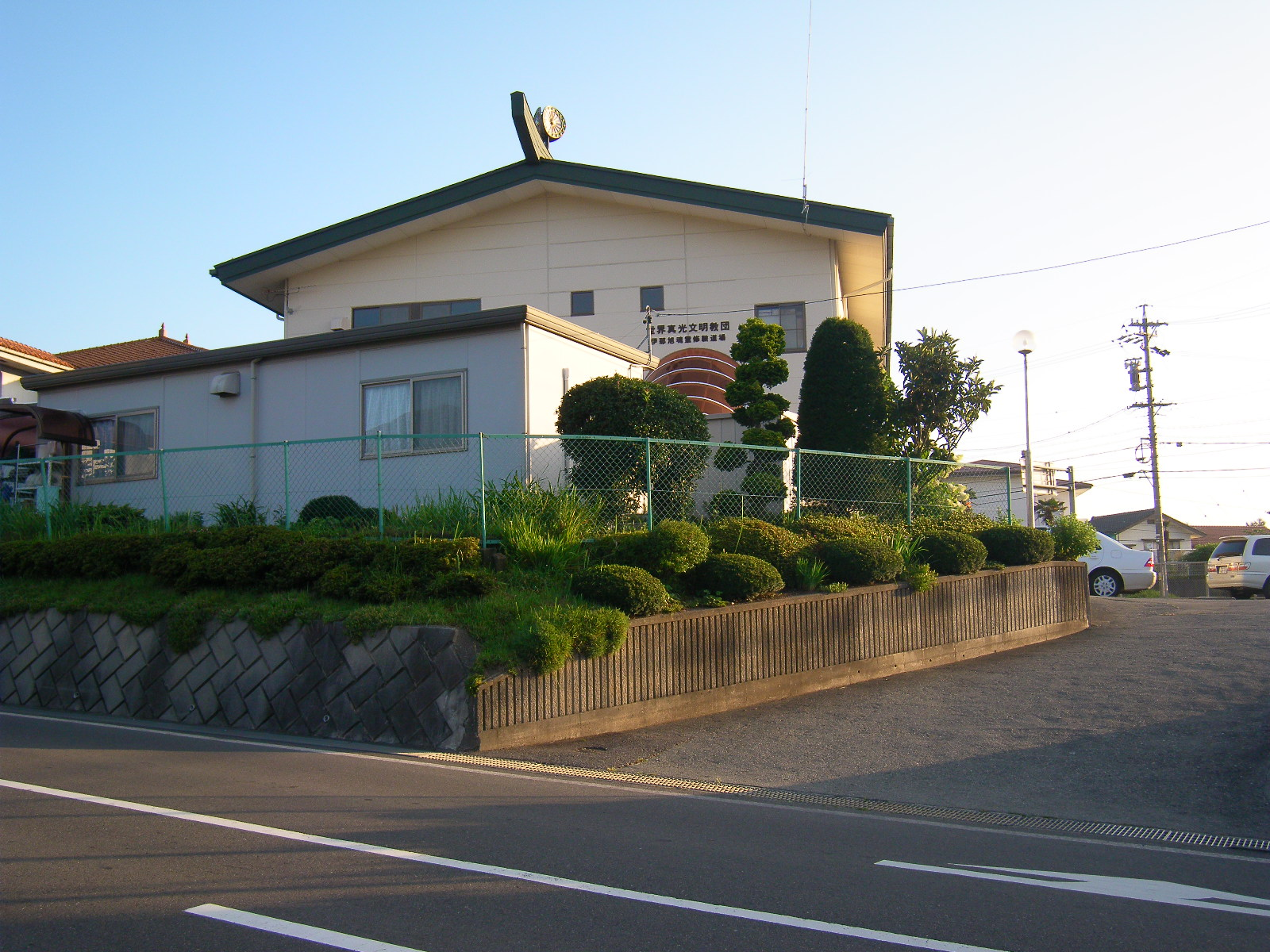
伊那旭魂霊修験道場（2009年）

教義は習合的で、神道の要素が多く、千年王国主義的な面を持つ。
世界は多くの層からなる地獄、肉体界、アストラル界、霊界、神界などからなり、頂点に主神があり、いく柱かの主な神々が補佐するとされる。
人間は、霊体・幽体（アストラル体）・肉体の三位一体の存在で、霊が主で、幽体（心）が従 、肉体が属の関係であるという教義であり、これの上に手かざしが成り立っている。多くの病気、災い、経済上の不安や人間関係の問題などは、魂の曇りから発するものとされている。魂の曇りを浄化するためには真光の業による手かざしが有効とされている。また、肉体への霊の憑依もあるとされ、恨んで憑く恨みの霊、正しい先祖供養が行われていないため幽界で苦しみ迷い出た先祖の霊などがあり、先祖供養がおろそかであることによる守護力の低下・本人の霊が弱っていることによる無関係の霊の憑依があるとされる。また、先祖供養も重視されており、先祖供養をぞんざいにすると、先祖が幽界で苦しみ、そのサインとして子孫に病気や不幸をもたらすとされる。講習を受け入信することで「お浄め」または「真光の業」と呼ばれる手かざしができるようになり、これによって人間、動物、植物、物体、空間などへの霊的なお浄めを行うことができるとされる。手から発する神の光が受け手の体を通り抜け、受け手の霊的な汚れを消し、病気のような汚れの肉体的現れも取り除くことができると信じられている。あくまでも病気治しではなく、受光者の霊的な体を清める行為であると強調されている。
本来人間は、神の子であり、世界ができた当初人は神、そのものであったとする。宗教の役割とは、人間に元々ある神性を開発 ・復活させることであるが、多くの宗教は哲学化し本来の役割を果たしていないと考える。関口栄は、人が宗教を求めるのは「奇跡と救い」を得るためであり、生きた活動をする本物の宗教では奇跡は日常的に起こるべきであるという。
教え主は、主神と組み手の接点であり、その霊体は「無線電信の中継局」のような役割を果たしているとされる。教え主は神が決めるとされる。教え主は他の信者とは段違いの力を持ち、天候を左右し、雨を止めたり霧を晴らしたり「台風割」などの奇跡が見られる。
真光の業（手かざし）と正法の教えの実践に励み、病・貧・争・災より解放され、健（無病化）・和（無対立）・富（脱貧）を実現する事によって地上天国文明を建設するとしている。
「聖地の建設」という点で世界救世教同様に大本の影響を受けていると言われ、伊豆の修善寺近くの山中に高さ60メートルもの主座世界総本山を造った。
宗教学者の島田裕巳は、手かざしには組織的な活動が必要ないため共同体が形成される契機がなく、信者に組織活動への参加をあまり求めないこともあり、気軽に参加でき若者も多かったが、同時に抜けるのも簡単であるため、組織の勢力を保ち続けるのが難しいと述べている。島田は、真光系諸教団はスピリチュアル・ブームの先駆けとなったと評価することもできる、と述べている。

### 火の洗礼
神が汚れた人類を大みそぎする「火の洗礼」、大地震・大爆発・大洪水などの自然災害で人類がミソがれると教えられている。地球温暖化、自然破壊は、「火の洗礼」の時代が始まったことを示しており、利己主義と物質主義から目覚め、世界の刷新に備えなければならないと考えられている。主神は全ての人類を滅ぼすのではなく、岡田光玉によって「火の洗礼」を乗り越えた先の新しい文明のための「タネビト」を残そうとしており、このタネビトが乗る多くのキッチンカーを用意し、「火の洗礼」の後に新しい文明を築き、主神の教えを実現することを目指す。手かざしは人間に世界への刷新の準備をさせるものと考えられている。
「火の洗礼」の予言は、オイルショック以降の世界の終末を恐れる若者たちを教団に惹きつけた。真光系諸教団はめずらしく若者の参加の多い新宗教として一時期注目されていた。ノストラダムスの大予言で世界の終わりとされた20世紀末が過ぎた後は、予言の求心力は低下した。

## 信仰の対象
- 御親元主真光大御神（みおやもとすまひかりおほみかみ）：「主(ス)の神」とも呼ぶ。創造神であるとしている。
- 伊都能売大国魂大国主之大神（いずのめおおくにたまおおくにぬしのおほかみ）：主の神と表裏一体といており、地上世界に強く働きかける神であるという。

主な祭神はこの二神であるが、教団の教義によれば神は「一神で多神で汎神」とし、多くの神の存在を認めている。なお世界真光文明教団では、「信仰」ではなく、神様へ向くことの意味で「神向」と記している。また信者を神と手を組むという意味で、「神組み手(かみくみて)」と呼ぶ。

## 歴史観
真光の述べる歴史は次のようなものである。スの大神が世界を創造し、神々を作り、ムー大陸に黄人、赤人、白人、青人、黒人の「五色人」という世界人類を作り、神々が天祖、皇祖、人祖をまつった。ムー大陸は陥没し、五色人は世界中に散った。日本はムー大陸の残った山頂で、日本人は五色人のうち黄人の直系の子孫である。万世一系の天皇は世界創造以来の全人類の王統が続いたものである。五色人のうち、南米に上陸しインカ帝国などを作ったのがアメリカ・インディアン、西に向かったのが朝鮮半島、アジア大陸中央、インド、西アジア（ユダヤ）の人々であり、釈迦の教えもイエスの教えも「五色人の血肉の兄弟の教え」である。「全人類が日の本の国に集って、霊的新文明を築く仕組みになっている」という。
真光は大本の神話を継承・発展させている。真光では、人類誕生から天皇制まで、すべて日本が世界の霊的元地と位置づけられている。金沢大学の中村伸浩は、このイメージは、高度経済成長期の日本経済を反映した日本人のアイデンティティの世界的拡大に関係していると想像できると述べている。真光の天皇制は、ムー大陸の実在を主張したジェームズ・チャーチワードや超古代史を記した「竹内文書」の影響を受けており、神武天皇の前に数十代の天皇がいたとされ、現実の天皇制とも記紀神話の天皇制とも異なっている。極端な日本中心主義と、日本のもとで世界民族が共存するというコスモポリタニズムがあるが、世界の把握は象徴的で具体性に欠ける面がある。世界性は儀礼にも反映されており、「立春大祭」は、人種・国境・宗教を超えた「人類の祭り」として、ヨーロッパ、アメリカ、オーストラリア、アジアの信者も参加する。
中村伸浩は、岡田光玉の国粋主義的言説には、「特有の諧謔とディタッチメント」があり、超古代論のオーディオ・ビジュアル文化的な現代的発展（古代ピラミッド、UFO、ノストラダムス等）の始祖的な存在となっていると述べている。

## 手かざし
不幸の原因が霊の憑依や魂の曇りによるものであるとし、手かざしによって魂を浄める事で霊の障りを取り除けると考えている。手かざしを「真光の業（わざ）」とも呼ぶ。信者が対象者の前に座り右手を額の前にかざすと憑依霊が動き出す「霊動」が起こり、霊が悟ることで不幸が解決するとする。釈迦やキリストが行った奇跡の業と同様の行為であるが、3日間の初級の研修でだれでも可能であるとされている。これが真光の救済のシステムで、非常にシンプルなものである。
研修の最終日に、入信と同時に「おみたま」というペンダントが授けられ、これに生命力の根源とされる清めの光「真光」が受信され、その力が所有者に与えられるとされる。神から注がれる真光は通常でも受信しているが、「おみたま」も持つことで受信する力が格段に上がるとされている。すべての信者の力は同等ではなく、初級・中級・上級の講習会で与えるおみたまの大きさは異なり、与えられる力も異なる。これはちょうど蛇口の大きさに例えられる。
真光の「手かざし」は、大本の「み手代」世界救世教の「浄霊」につながるものであると考えられている。宗教学者の島田裕巳は、真光の業と霊動の関係は、野口晴哉の野口整体における「愉気」と「活元」を宗教的・霊的に解釈したものであると述べている。

## 主な行事
- 立春祭…毎年立春の日に行われる、教団において最も重要なみ祭り(神祭り)の一つ。
- 周年大祭…毎年8月に開催される、教団の立教を祝う祭典。
- 昇天祭…過去の教え主の昇天月近辺に行われる。慰霊祭に近い式典。このみ祭りのみ各支部単位で行っている。
- 大炎開陽霊祭(おおはらひさい)…12月に行われる。教え主から参加者全員が真光の業を賜り、一年の穢れを払うと言われている。
- 月始祭…毎月定期的に開催されるみ祭り。立春祭、周年大祭、大炎開陽霊祭のある月は同時に行う。

## 歴代教え主

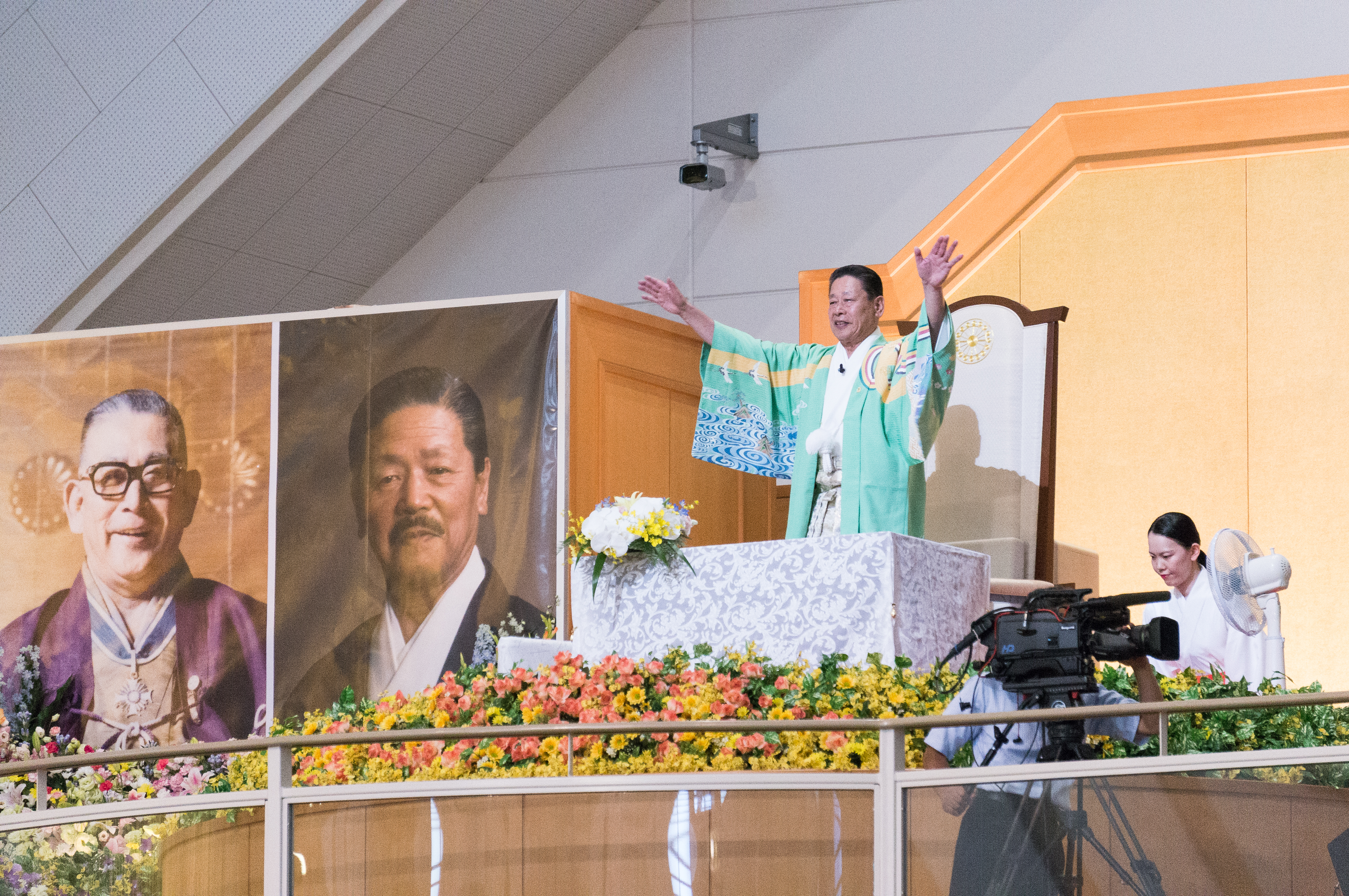
関口勝利。肖像は左から岡田光玉、関口榮

岡田光玉（本名岡田良一）
教団では、初代教え主聖凰真光大導主と呼ばれている。1959年2月27日に立教。主神より、立教の啓示を受けたとして、前身となるL・H陽光子友乃会を設立。「手かざし」により世の救済をせよと神より指示されたとされる。ちなみに最初に手かざしをしたのは光玉の前に通りかかった犬であったと本人は後述している。1963年に世界真光文明教団として宗教法人登記。1974年6月23日、死去。
関口榮
初代死去後、1975年1月11日に関口榮に神名「聖峰」を賜る。教団では、二代教え主聖峰真光大導主と呼ばれている。主座世界総本山を建立した。立教当時から初代教え主に仕えた。主の神を祀る主神神殿を静岡県田方郡中伊豆町（現:伊豆市）に建立。「利他愛実践、神の子復活」の重要性を示した。三代教え主を関口勝利に指名して、1994年1月3日、死去。
関口勝利
二代死去3日後、1994年１月6日にみ使いの神より神名「聖翔」の御神示を賜る。教団では、三代教え主聖翔真光大導主と呼ばれている。現教え主である。1999年に人類祭、立教40周年大祭を執り行った。2009年には、教団半世紀のみ祭りである立教50周年大祭を催した。2013年11月には、アメリカ主座が竣工。平成25年大炎開陽霊祭で、就任してから240回目の斎主を行った。2015年からは中国本土での布教活動を開始している。

## 教団施設・関連企業
- 陽光学園
- ミロク神殿
- 天城ミロクの里自然霊園
- 陽光美術館
- 富士陽光ホテル
- 世界真光文明教団陽光会館
- 元宮（元晃大国魂宮）

## 関連文献
- 上之郷利昭 「陸軍中佐岡田良一を襲った 『真光』 の啓示」 『教祖誕生』 ISBN 4103670010 ISBN 4061857398
- 「宗教情報」編集部 「関口榮―世界真光文明教団教え主」 『宗に生きる―現代日本の宗教者たち』 (インタビュー) ISBN 4790210316